# 아메리칸 패스토럴
《아메리칸 패스토럴》(영어: American Pastoral)은 2016년 공개된 미국의 범죄 드라마 영화이다. 이완 맥그리거가 감독, 존 로마노가 각본을 맡았다. 1997년 필립 로스의 소설 《미국의 목가》를 원작으로 한다. 이완 맥그리거, 제니퍼 코넬리, 다코타 패닝, 피터 리거트, 루퍼트 에번스, 우조 아두바, 몰리 파커, 데이비드 스트러세언 등이 출연한다. 주요 촬영은 2015년 9월 21일 피츠버그에서 시작했다.
2016년 9월 9일 토론토 국제 영화제에서 초연되었다.

## 출연

### 주연
- 이완 맥그리거
- 제니퍼 코넬리
- 다코타 패닝

### 조연
- 피터 리거트
- 루퍼트 에반스
- 우조 압두바
- 몰리 파커
- 발로리 커리
- 한나 노드버그
- 마크 힐드레스
- 사만다 마티스
- 데이빗 스트라탄
- 오션 제임스
- 데이비드 웨렌
- 에밀리 피체이

## 기타
- 원작자: 필립 로스
- 미술: 다니엘 B. 클랜시
- 세트: 줄리 스미스
- 의상: 린지 맥케이
- 배역: 데보라 아퀼라
- 배역: 메리 트리샤 우드

## 같이 보기
- 린든 B. 존슨